# Der Junge im gestreiften Pyjama

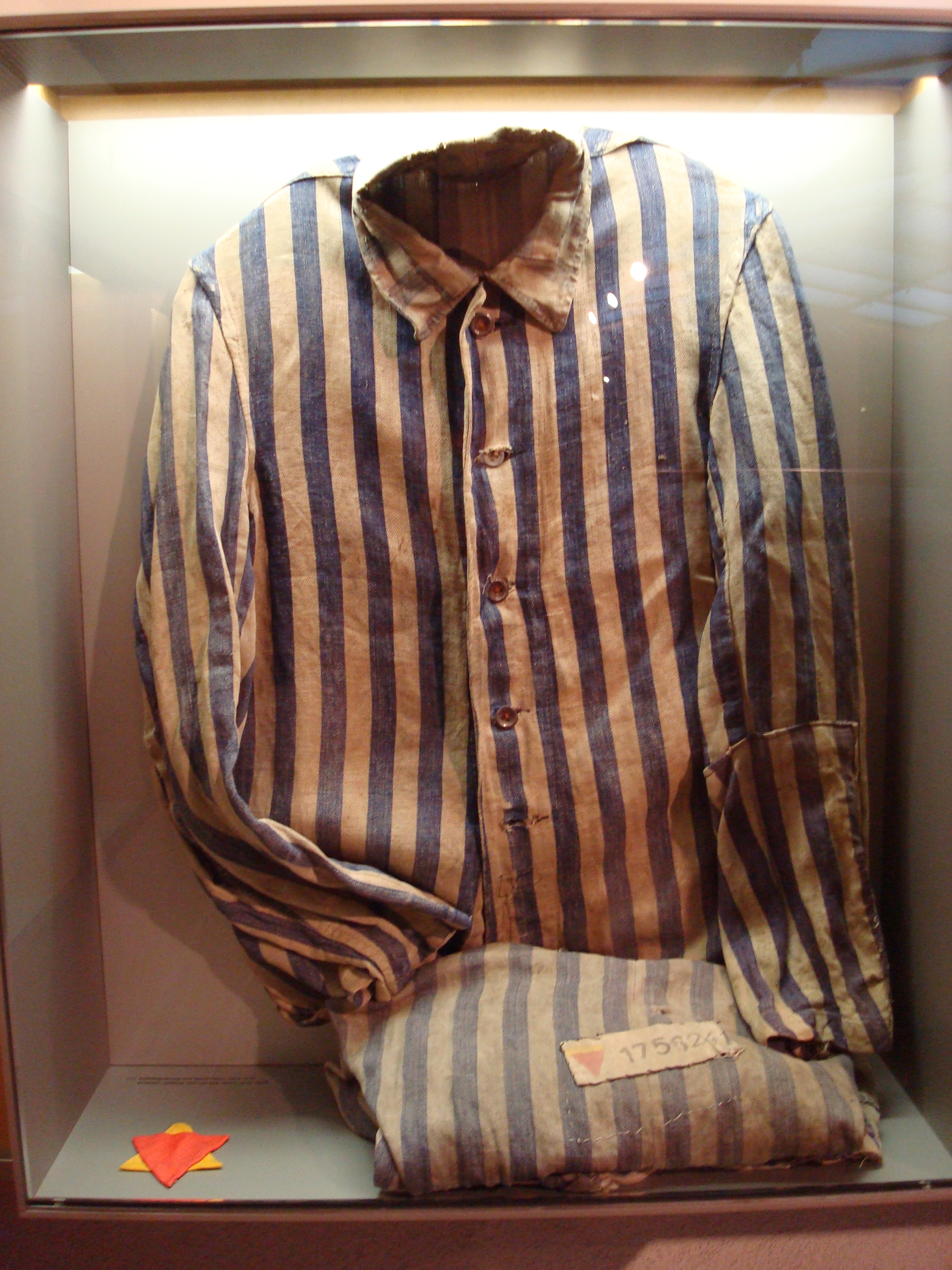
Gestreifte KZ-Häftlingsbekleidung aus dem KZ Sachsenhausen

Der Junge im gestreiften Pyjama (Originaltitel: The Boy in the Striped Pyjamas) ist ein Roman des irischen Schriftstellers John Boyne aus dem Jahr 2006. Er war ein internationaler Verkaufserfolg, wurde unter anderem mit dem Irish Book Award ausgezeichnet und bedeutete für den Autor den schriftstellerischen Durchbruch. In Deutschland hielt der Roman sich monatelang in der Spiegel-Bestsellerliste. Er wurde vielfach positiv besprochen, jedoch auch wegen historischer Ungenauigkeiten und einer Trivialisierung der Zustände im Konzentrationslager kritisiert.
Das Buch handelt von einem neunjährigen Jungen, dessen Vater im Zweiten Weltkrieg als Kommandant des Konzentrationslagers Auschwitz tätig ist. Er ist zu jung, um die Tragödie des Ortes zu begreifen, und freundet sich voller Unschuld mit einem jüdischen Jungen im „gestreiften Pyjama“ an. Das Buch wurde 2008 verfilmt. Mit Als die Welt zerbrach (Originaltitel: All the broken places) erschien 2022 eine Fortsetzung.

## Handlung

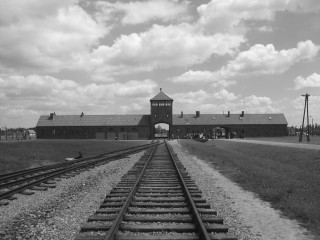
Auschwitz-Birkenau

Bruno ist ein neunjähriger Junge, der im Dritten Reich als Sohn eines SS-Offiziers aufwächst. Eines Tages wird sein Vater aus Berlin nach „Aus-Wisch“ (im englischen Original „Out-With“, in Wirklichkeit das Konzentrationslager Auschwitz) kommandiert und soll dort die Vernichtung der Juden beaufsichtigen. Bruno langweilt sich an diesem trostlosen Ort und sieht auf der anderen Seite der Zäune, die unmittelbar hinter dem Garten des Wohnhauses verlaufen, viele Leute in gestreiften Pyjamas. Er freundet sich mit einem Jungen namens Schmuel an, der hinter dem Zaun lebt, und trifft sich jeden Nachmittag mit ihm am Zaun.
Eines Tages entschließt sich die Mutter Brunos, mit ihren Kindern wieder nach Berlin zurückzukehren. Zur selben Zeit erzählt Schmuel, dass er seinen Vater nicht mehr finden könne. An Brunos letztem Tag in Auschwitz besorgt Schmuel Bruno einen gestreiften Pyjama, und Bruno kriecht, nachdem er seine eigene gegen die Häftlingskleidung getauscht hatte, unter dem Zaun durch, um Schmuel dabei zu helfen, seinen Vater zu suchen. Von den Verhältnissen im Lager abgeschreckt, will er bald wieder auf die andere Seite des Zaunes zurückkehren, doch plötzlich werden Bruno und Schmuel mit anderen Lagerinsassen von Soldaten durch den Regen in Lagerhallen geschickt, die sich als Gaskammern herausstellen. Für Bruno, Schmuel und die anderen Juden ist es der Tod.
Wenige Stunden später werden Brunos am Lagerzaun zurückgelassene Kleidungsstücke gefunden, ohne dass sich jedoch sein Vater erklären kann, was Bruno zugestoßen sein könnte. Seine Mutter und seine Schwester Gretel bleiben, in der Hoffnung, doch noch etwas über Brunos Verbleib zu erfahren, noch einige Monate in Auschwitz, kehren aber schließlich, ohne über sein Schicksal im Klaren zu sein, nach Berlin zurück. Sein Vater bleibt noch für ein ganzes Jahr dort, bis er eines Tages begreift, dass Bruno im eigenen Lager vergast wurde. Der Roman endet damit, dass Brunos Vater von anderen Soldaten weggebracht wird.

## Figuren
- Bruno, der neunjährige Protagonist
- Gretel, seine zwölfjährige Schwester
- Ralf, Vater von Bruno und Gretel und Lagerkommandant des Konzentrationslagers Auschwitz
- Elsa, Mutter von Bruno und Gretel
- die Großeltern, Matthias und Nathalie
- Kurt Kotler, SS-Offizier im Konzentrationslager
- Herr Liszt, Privatlehrer von Bruno und Gretel im neuen Haus nahe dem Konzentrationslager
- Maria, das Dienstmädchen der Familie
- der „Furor“ und Eva
- Pavel, jüdischer Konzentrationslager-Häftling und Kellner der Familie
- Schmuel, neunjähriger jüdischer Konzentrationslager-Häftling
- Martin, Karl, Daniel (Freunde von Bruno)
- Hilda, Isobel und Louise (Freundinnen von Gretel)

## Hintergrund
John Boyne verriet in einem Interview, dass er die erste Fassung des Buches in ganzen zweieinhalb Tagen schrieb und kaum schlief, bis er das Buch beendet hatte. Dies sei für ihn sehr untypisch, weil er sonst seine Werke sehr lange im Voraus plane. Als er das Buch an seinen Agenten gab, kommentierte er: „Dies ist ein Buch, das nicht wie meine anderen Bücher ist. Ich glaube, es ist ein Kinderbuch, aber ich glaube, dass Erwachsene es auch mögen könnten.“
Boyne fasst das Buch als eine Mahnung zusammen. Die Botschaft lautet: „Wenn du dieses Buch zu lesen beginnst, wirst du früher oder später an einem Zaun ankommen. Zäune wie diese existieren überall. Wir hoffen, dass du niemals einem solchen Zaun begegnest.“ (If you start to read this book, sooner or later you will arrive at a fence. Fences like this exist all over the world. We hope you never have to encounter such a fence).

## Kritik
Das Buch wurde von vielen Kritikern positiv aufgenommen und bis 2022 in 57 Sprachen übersetzt. Der Guardian bezeichnete es als „Holocaustbuch für Kinder“ und „kleines Wunder“, da es dem Buch gelinge, die Grauen von Auschwitz darzustellen, ohne die kindliche Unschuld Brunos zu verleugnen.
Dagegen bezeichnete der Rabbiner Benjamin Blech das Buch – und in der Folge den Film – „weder als eigentliche Lüge noch als Märchen, sondern als eine Profanierung“. Es habe in Auschwitz keine neunjährigen Kinder gegeben – die Nazis hätten sofort alle Menschen vergast, die nicht arbeitsfähig waren. Er räumte ein, dass eine Fabel nicht unbedingt faktengetreu sein müsse, allerdings trivialisiere der Roman die Zustände innerhalb und außerhalb des Lagers und befördere den Mythos, dass diejenigen, die nicht unmittelbar in die Vorgänge eingebunden waren, nichts davon gewusst hätten. Er warnte, Schüler, die das Buch lesen, könnten den Eindruck gewinnen, die Lager seien „nicht so schlimm“ gewesen, wenn es einem Jungen möglich war, eine geheime Freundschaft zu einem gleichaltrigen jüdischen Gefangenen zu pflegen, ohne die ständige Anwesenheit des Todes wahrzunehmen.
Die International Holocaust Remembrance Alliance rät von einer Verwendung des Buchs im Unterricht ab: „[...] Die Details und die Erzählweise [...] entsprechen nicht historischen Fakten und vermitteln falsche Eindrücke von Opfern, Tätern und wichtigen Schauplätzen. [...] Schüler mit wenig oder gar keinem Vorwissen könnten sich dadurch Fehlinformationen über den Holocaust aneignen, die möglicherweise nie in Frage gestellt, geschweige denn verlernt werden.“
Hannah Randall vom Holocaust Centre North der University of Huddersfield übt ebenfalls Kritik am Buch. Dass Bruno nichts über den stattfindenden Zweiten Weltkrieg wusste, sei historisch nicht akkurat. Laut ihr hätte er Mitglied der Hitlerjugend und in der Schule antisemitischer Propaganda ausgesetzt gewesen sein müssen. Ersteres ist jedoch nicht korrekt, da man mit neun in der Regel noch nicht Teil der HJ war. Brunos Charakteristiken förderten den Irrglauben, dass der Großteil der deutschen Bevölkerung unwissend über den Holocaust gewesen sei, obwohl diese vom Holocaust profitiert habe. Durch die Tatsache, dass Schmuel dem Leser erst in Kapitel 10 vorgestellt wird, könne dieser keine emotionale Verbindung mit ihm aufbauen. Schmuel würde als passiv und widerstandslos dargestellt.
Schmuel und seine Familie wurden laut Buch ins Krakauer Ghetto zwangsumgesiedelt und von dort nach Auschwitz deportiert. Allerdings gingen die meisten Deportationen aus Krakau nach Belzec. Es gab jedoch auch vereinzelt Deportationen nach Auschwitz. Wenn die Nationalsozialisten Schmuel zur Zwangsarbeit genötigt hätten, dann wäre es plausibler, dass er in das Arbeitslager in Plaszów deportiert worden wäre. Schmuel sagt jedoch, dass es viele Junge im Lager gibt. Das ist unmöglich, da Kinder bei ihrer Ankunft in Vernichtungslagern wie Auschwitz vergast wurden. Nicht nur das Überleben Schmuels über einen so langen Zeitraum wäre in Wirklichkeit unmöglich gewesen, auch hätte er nicht die Möglichkeit gehabt, sich jeden Tag am Zaun mit Bruno zu treffen.
Auch das Ende des Buchs wird kritisch gesehen: „Schmuel steht stellvertretend für die 1,5 Millionen Kinder, die vom Naziregime [...] ermordet wurden, doch die Sympathie des Lesers richtet sich auf einen KZ-Kommandanten und seine Familie, deren Sohn bei einem tragischen Unfall ums Leben gekommen ist.“

## Auszeichnungen
- 2008: Katholischer Kinder- und Jugendbuchpreis (Auswahl)
- 2008: Deutscher Jugendliteraturpreis (Auswahl)
- 2008: International IMPAC Dublin Literary Award (Irland), Longlist
- 2007: Carnegie Medal (Auswahl)
- 2007: Bisto Book of the Year Award
- 2006: Waterstone’s Children’s Book Prize (Shortlist)
- 2006: drei irische Jugendbuchpreise

## Ausgaben
- Englisches Original: John Boyne: (The) Boy in the Striped Pyjamas. ISBN 0-385-75153-2 (mehrere Ausgaben)
- Deutsche Übersetzung von Brigitte Jakobeit: John Boyne: Der Junge im gestreiften Pyjama. 272 Seiten. Verlag S. Fischer, ISBN 3-596-85228-5 (mehrere Ausgaben)
  - Hörbuch: Der Junge im gestreiften Pyjama. Stimme Ulrich Matthes, 313 Minuten. Argon Verlag ISBN 978-3-86610-830-1

## Verfilmung
Am 7. Mai 2009 kam in Deutschland die gleichnamige Verfilmung in die Kinos.